# Regensburg
Regensburg (latinul Ratisbona) város Németországban, Bajorország tartományban, Felső-Pfalz kormányzati kerület fővárosa. A városban található a Regensburgi egyházmegye püspöki széke. Lakosainak száma 159 465 fő (2023. december 31.).
2021 óta A Római Birodalom dunai limese világörökségi helyszín része.

## Fekvése
Münchentől kb. 125 km-re észak-északkeletre, Nürnbergtől 105 km-re délkeletre található, a tőle északra fekvő Bajor-erdő és a nyugatra lévő Frank-Alb találkozásánál, a Duna völgyében, a Duna két partján.

## Népesség
| Lakosok száma | 76 948 | 131 886 | 133 066 | 125 676 | 140 276 | 142 292 | 148 638 | 152 610 | 153 542 | 159 465 |
|               | 1925   | 1975    | 1978    | 2000    | 2013    | 2014    | 2016    | 2019    | 2021    | 2023    |

## Éghajlata
| Hónap                                     | Jan. | Feb. | Már. | Ápr. | Máj. | Jún. | Júl. | Aug. | Szep. | Okt. | Nov. | Dec. | Év   |
| ----------------------------------------- | ---- | ---- | ---- | ---- | ---- | ---- | ---- | ---- | ----- | ---- | ---- | ---- | ---- |
| Átlagos max. hőmérséklet (°C)             | 2,3  | 4,7  | 10,3 | 16,5 | 20,7 | 24,2 | 26,1 | 25,8 | 20,3  | 13,9 | 6,9  | 2,9  | 14,6 |
| Átlagos min. hőmérséklet (°C)             | −2,9 | −2,5 | 0,5  | 3,8  | 8,1  | 11,7 | 13,4 | 13,2 | 9,2   | 5,3  | 1,5  | −1,6 | 5,0  |
| Átl. csapadékmennyiség (mm)               | 48   | 37   | 44   | 36   | 60   | 80   | 77   | 73   | 50    | 49   | 48   | 54   | 657  |
| Havi napsütéses órák száma                | 48   | 80   | 131  | 187  | 216  | 226  | 234  | 221  | 159   | 98   | 45   | 38   | 1681 |
| Forrás: World Meteorological Organization |      |      |      |      |      |      |      |      |       |      |      |      |      |

## Története

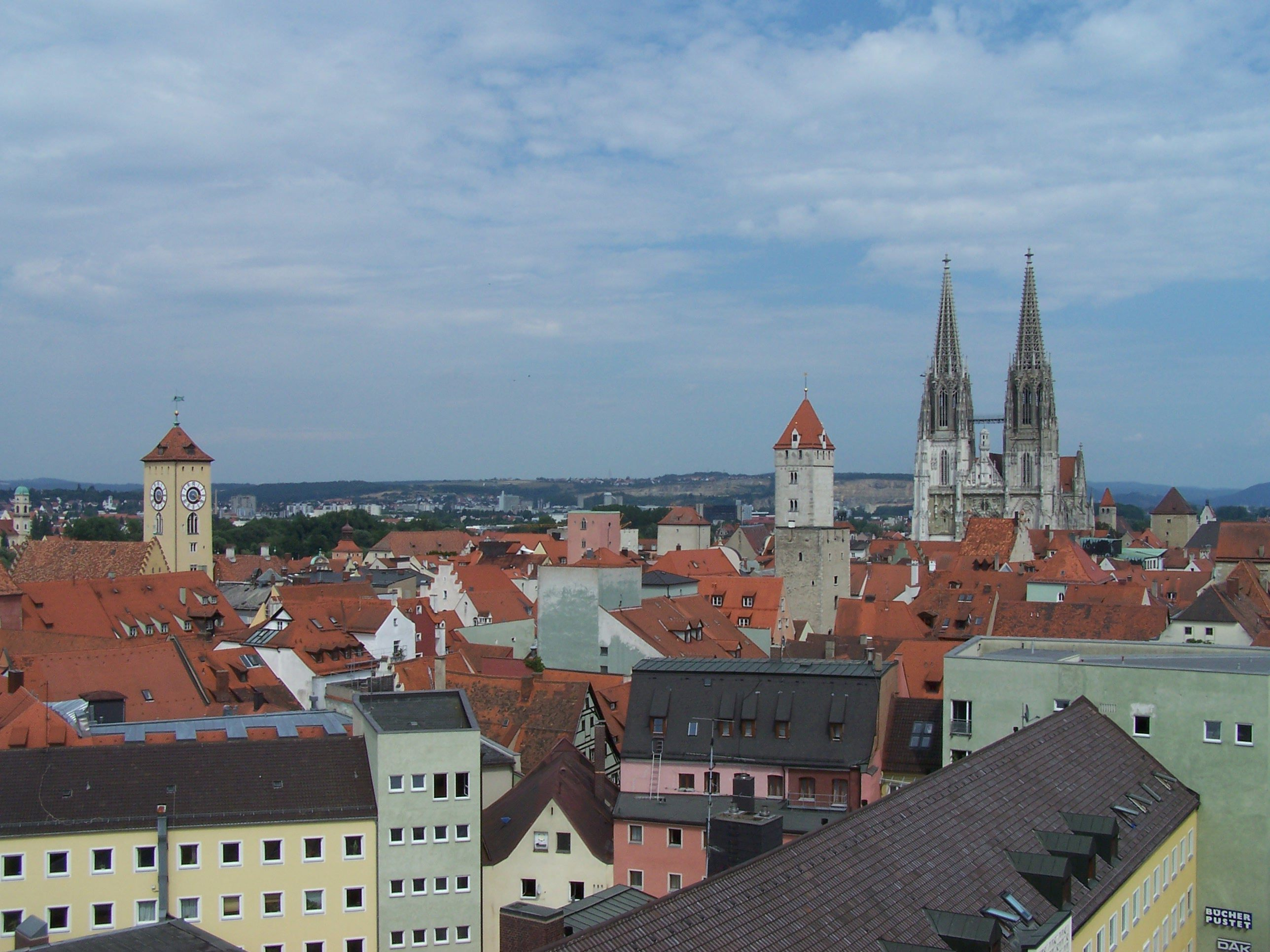
Regensburg látképe

A területet már a kőkorban is lakták. Az ókorban kelták telepedtek meg itt az i. e. 1. században, tőlük ered a település első elnevezése: Radasbona. Az i. sz. 1. században a rómaiak építettek ide egy erődöt, melyet Marcus Aurelius idején kibővítettek az egyre erősödő germán támadások miatt. A 8. századtól érseki székhely, majd az Agilolfing hercegi család székhelye lett Regenespurc néven. 791-ben Nagy Károly frank király a volt Agilolfing-várban gyüjtötte össze seregét a Kárpát-medencét megszállva tartó avarok ellen folytatandó keleti hadjáratához. Kétszáz évvel később 955-ben itt végezték ki az augsburgi csata magyar vezéreit, Lélt, Bulcsút és Súrt. Kálti Márk krónikája szerint a Lech-mezején levert csapatok vezéreit, "Lél és Bulcsu kiváló kapitányokat" Regensburgban "fojtották meg a bitófán". 792-től országos jelentőségű történelmi nemzetgyűlések színhelye is volt a város.
A középkor folyamán Regensburg fontos várossá nőtte ki magát Bajorországon belül. A középkor kezdetétől püspöki székhely, majd 843-tól a Keleti-Frank Birodalom fővárosa. Ezt a szerepet később a Bajor Hercegségben is betöltötte a 13. századig.
1135-1146 között felépült a mai is létező kőhíd a Dunán, amelynek köszönhetően közvetlen lett az összeköttetés Flandria és Velence irányába a kereskedőknek. 1245-ben szabad birodalmi várossá nyilvánítják, amely státuszt 1486-1496 között a bajor herceg nem vesz figyelembe, saját birtokának tekinti a várost.
A reformáció során a polgárok nagy része elfordult a katolikus egyháztól, és Luther tanait kezdte követni, azonban három kolostor és a római katolikus püspökség tovább működött a városban.
1663 és 1803 között a Birodalmi Gyűlés (Immerwährender Reichstag) székhelye volt.
1803-ban a birodalmi főrendi határozat (Reichsdeputationshauptschluss) alapján a város elvesztette szabad jogállását, és Károly Theodor mint regensburgi fejedelem felügyelete alá került. 1809-ben a napóleoni csapatok a város közelében összecsaptak a visszavonuló osztrák erőkkel.
1810. május 22-én a Regensburg fejedelemség (Fürstentum Regensburg) a Bajor Királysághoz került.
A második világháború alatt a városban repülőgépeket gyártottak, így a település gyakori célpontja volt a bombázásoknak.
2006-ban a regensburgi óvárost a világörökség részének nyilvánították

## Közlekedés

### Közúti közlekedés
A várost érinti az A3-as és az A93-as autópálya.

## Sportélete
A város labdarúgócsapata, a SSV Jahn Regensburg 2012-13-as szezontól a Bundesliga második osztályában szerepelhet, miután osztályozó mérkőzésen kivívta a jogot erre (Bundesliga2). Ebben a csapatban megfordult korábban Tölcséres András is.
A város jégkorongcsapata a német másodosztályban szerepel.

## Látványosságok

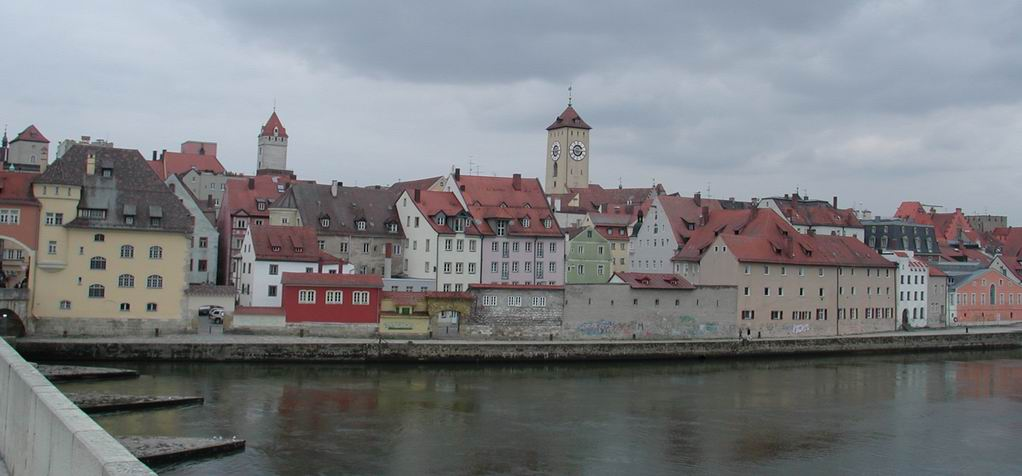
Regensburg

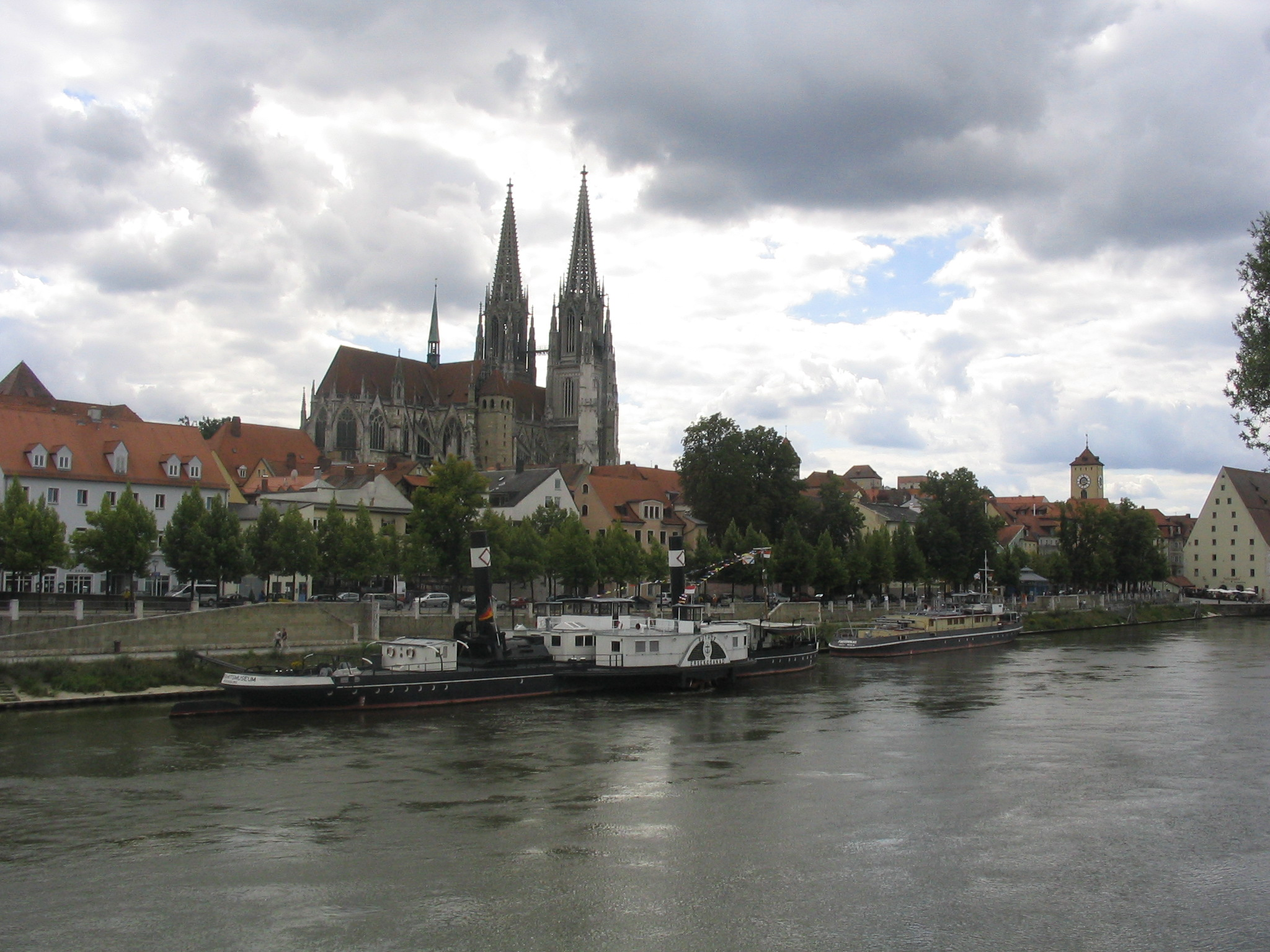
A dóm látképe

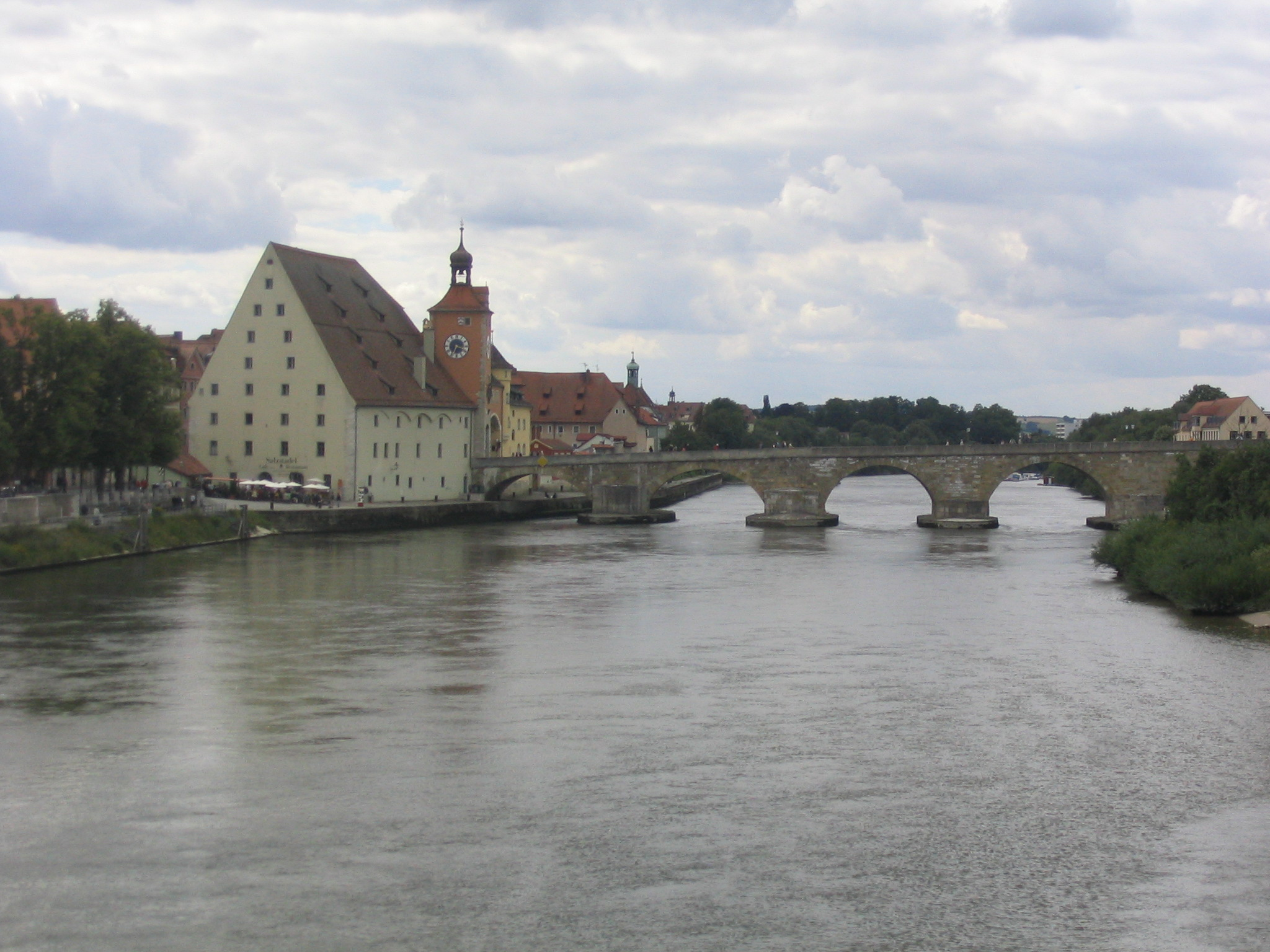
A Duna és a Kő-híd, balra a Sóház

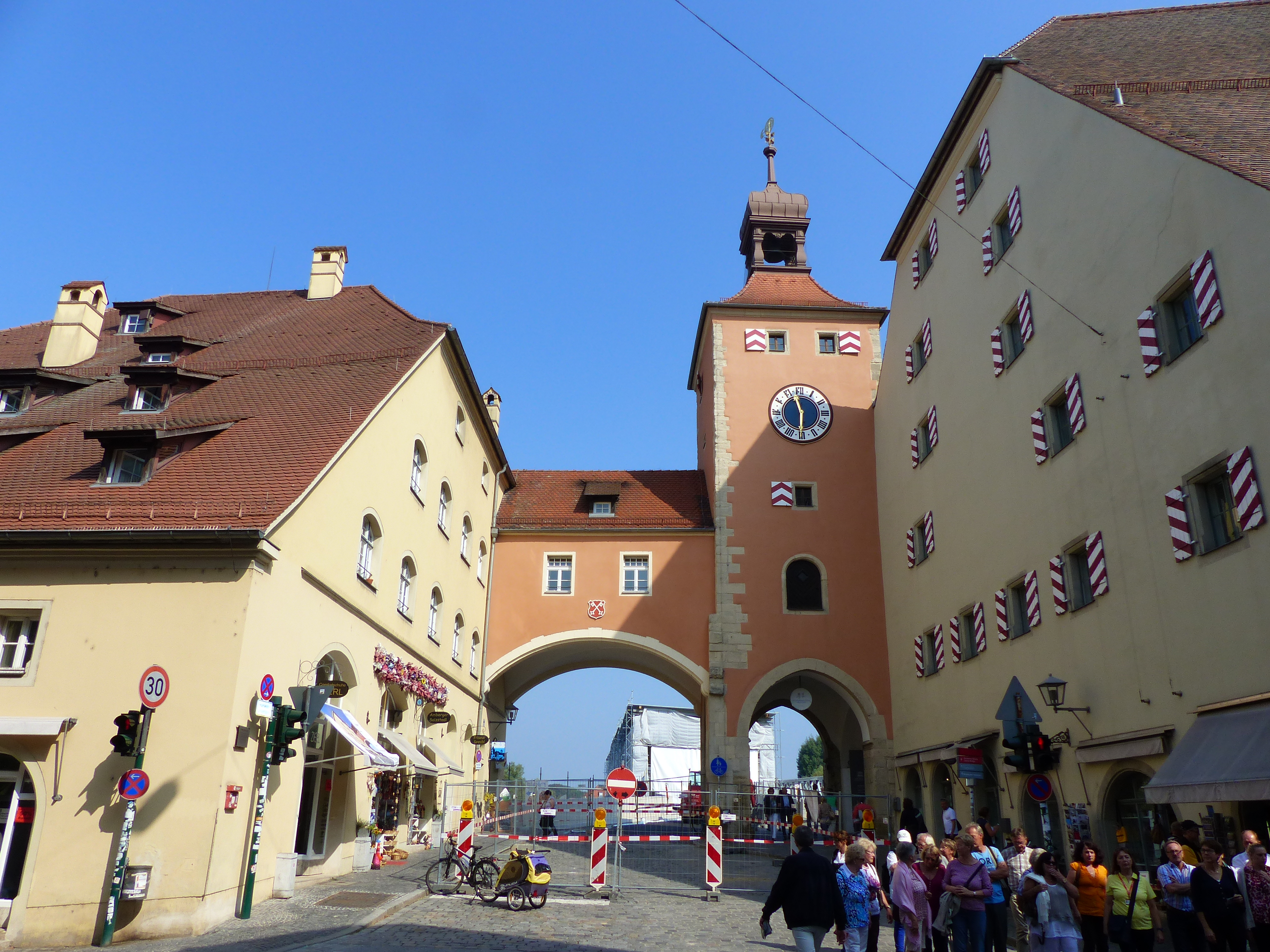
Regensburg óvárosa, részlet

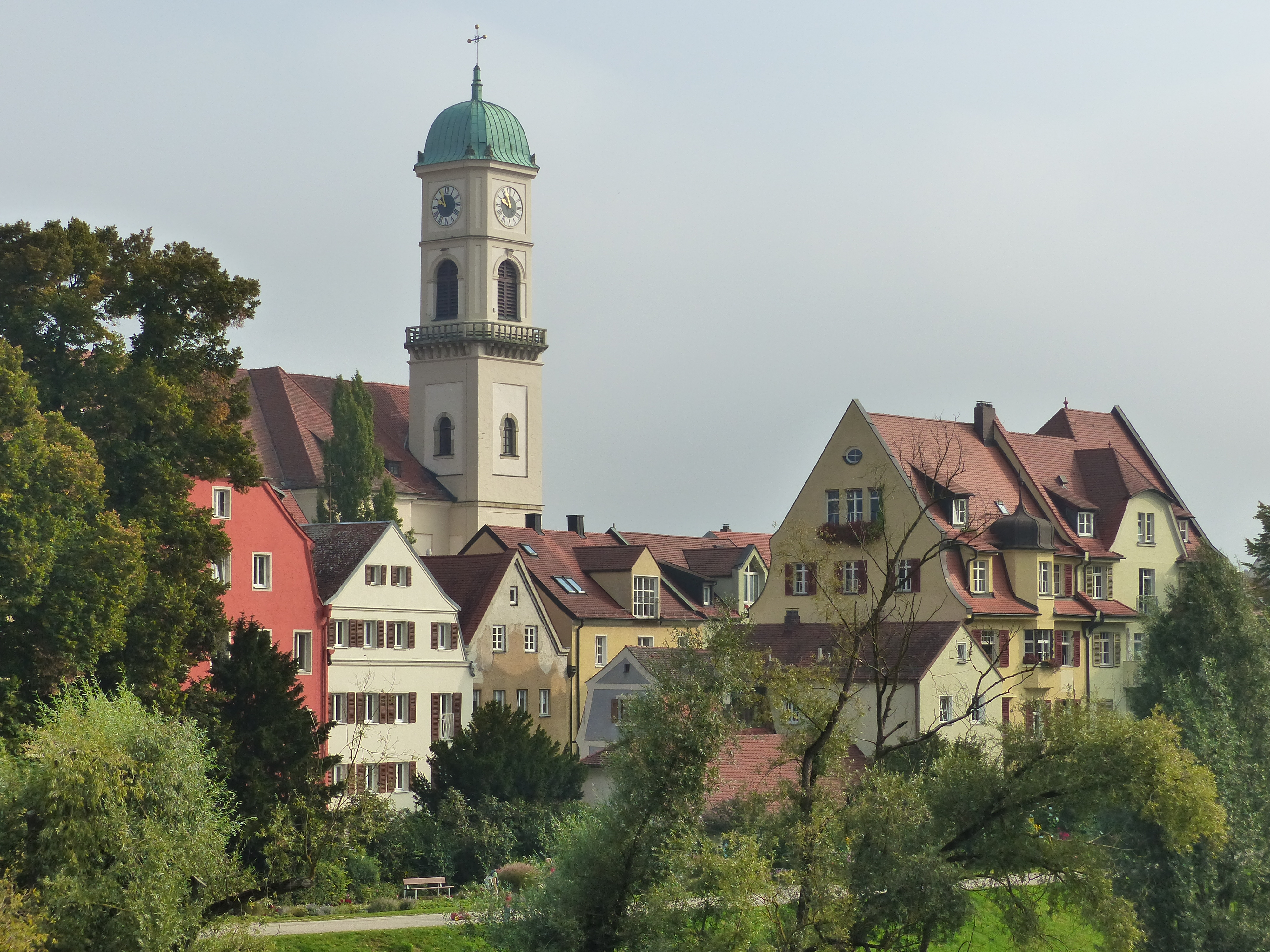
Regensburg

- Szent Péter-katedrális, melyet a 13. században kezdtek építeni gótikus stílusban, de csak a 19. században fejeztek be I. Lajos bajor király jóvoltából (két tornyát, eredeti tervek alapján).
- Szent Emmerám-apátság, amelyet a 12. században építettek román stílusban. Kolostorát a Thurn und Taxis hercegi család kastélynak építette át a szekularizáció után a 19. században.
- A Kő-híd (Steinerne Brücke), amely 1135 és 1146 között épült. A ma létező legrégebbi híd a Dunán, amely többek között a prágai Károly-híd előképéül is szolgált.
- A Kepler-emlékház és Múzeum a Keplerstrasse 5. szám alatt, abban a házban, ahol Johannes Kepler 1630. november 15-én elhunyt.
- A Dunai Hajózási Múzeum a Ruthof/Érsekcsanád lapátkerekes gőzös vontató és a Freudenau motoros vontató hajók fedélzetén.

## Híres regensburgiak
- Christoph Ludwig Agricola festő
- Friedrich Melchior Grimm író
- Johann Nepomuk Mälzel feltaláló és mérnök
- Don Juan de Austria, a keresztény flotta vezetője Lepantónál
- Albertus Magnus regensburgi érsek 1260–1262 között
- XVI. Benedek pápa, teológiát oktatott az egyetemen
- Konrad Much Berg történész[4]

## Testvérvárosok
- Aberdeen, Egyesült Királyság, Skócia
- Brixen, Olaszország
- Budavár, Magyarország, Budapest
- Clermont-Ferrand, Franciaország
- Odessza, Ukrajna
- Plzen, Csehország
- Tempe, USA, Arizona